# René Leprince
René Leprince (1876 – 25 de mayo de 1929) fue un actor, director y guionista cinematográfico de nacionalidad francesa.

## Biografía
Nacido en Sathonay, Francia, René Leprince debutó como actor con la compañía Pathé al principio de la década de 1910, e interpretó uno de los principales papeles en "Par un jour de carnaval" (1910). Sin embargo, su carrera evolucionó hacia la dirección, y entre 1912 y 1914 dirigió "la Lutte pour la vie", "La Danse héroïque", "Cœur de femme", y otras muchas producciones. En los años de la Primera Guerra Mundial Leprince fue uno de los directores regulares de Max Linder.
En los primeros años veinte tuvo varios éxitos, "Face à l’océan" y, sobre todo, "l’Empereur des pauvres", con Léon Mathot, Lili Damita y Ernest Maupain (1922). Más adelante rodó "Pax domine (1923), "Mon oncle Benjamin", "l’Enfant des Halles" (1924), y "Mylord l’Arsouille" (serie cinematográfica de ocho episodios) en 1925.
René Leprince falleció en Saint-Raphaël (Var) en 1929. 

## Filmografía
- 1912 : L'Infidèle, con Berthe Bovy
- 1912 : La Fièvre de l'or, codirigida por Ferdinand Zecca
- 1913 : Le Roi de l'air, codirigida por Ferdinand Zecca
- 1913 : La Leçon du gouffre, codirigida por Ferdinand Zecca
- 1913 : La Comtesse noire, codirigida por Ferdinand Zecca
- 1913 : Cœur de femme, codirigida por Ferdinand Zecca
- 1913 : Max jockey par amour (corto), de René Leprince y Max Linder
- 1914 : La Lutte pour la vie, codirigida por Ferdinand Zecca
- 1914 : La Jolie Bretonne, codirigida por Ferdinand Zecca
- 1914 : L'Étoile du génie, codirigida por Ferdinand Zecca
- 1914 : Max dans les airs (corto), de Max Linder y René Leprince
- 1915 : Le Vieux cabotin, codirigida por Ferdinand Zecca
- 1915 : Le Noël d'un vagabond, codirigida por Ferdinand Zecca
- 1917 :  Max devrait porter des bretelles (corto), de René Leprince y Max Linder
- 1919 : Les Larmes du pardon, codirigida por Ferdinand Zecca
- 1919 : Le Calvaire d'une reine, codirigida por Ferdinand Zecca
- 1920 : Face à l’océan
- 1922 : L'Empereur des pauvres
- 1922 : Être ou ne pas être, con René Donnio
- 1923 : Un bon petit Diable
- 1923 : Pax Domine
- 1923 : La Folie du doute
- 1923 : Mon oncle Benjamin
- 1924 : L'Enfant des halles, con René Donnio
- 1924 : Le Vert galant
- 1925 : Fanfan-la-Tulipe
- 1925 : Mylord l'Arsouille